# Trihawk

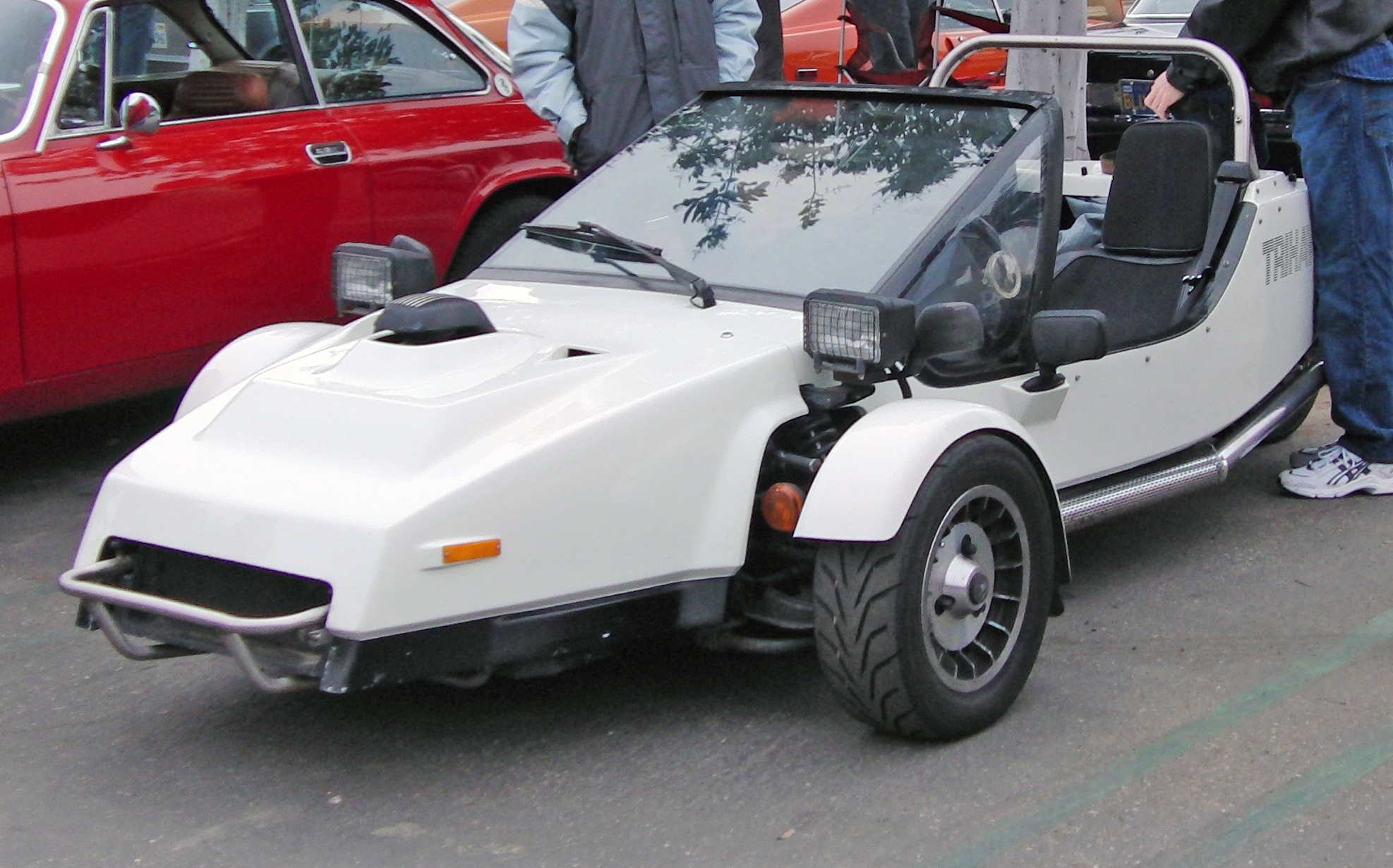
Trihawk

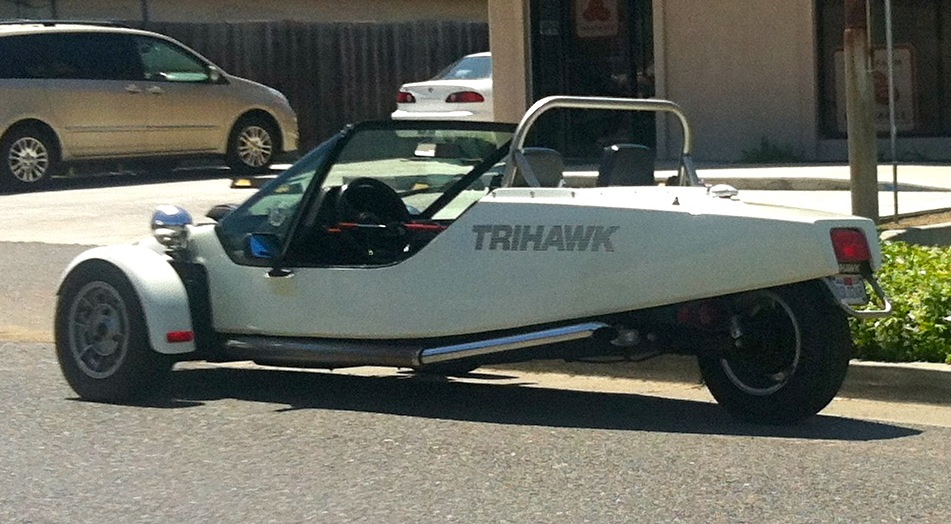
Seitenansicht

Trihawk war eine US-amerikanische Automarke.

## Markengeschichte
Der Autor Elvis Payne meint, dass der Ursprung im Jahre 1982 bei einem Entwurf von Lou Richards liegt. Bei der weiteren Entwicklung halfen Bob McKee, David Stollery, Dick Kleber und Bill Molzon. Demnach stellte die Design Lab Inc. aus Mokena in Illinois 1982 zehn bis zwölf Vorserienfahrzeuge her. 1983 begann die Serienfertigung durch Hawk Vehicles Inc. in Dana Point in Kalifornien. 1985 endete die Produktion, nachdem Harley-Davidson das Unternehmen übernahm.
Der Autor James M. Flammang bestätigt für das Jahr 1983 Hawk Vehicles aus Dana Point.
Die Internetseite d’Auto bestätigt die Bauzeit von 1983 bis 1985.
Die Gesellschaft für Technische Überwachung nennt bis auf Trihawk Inc. anstelle von Hawk Inc. die gleichen Unternehmen und Jahre.
Eine Broschüre mit einem Testbericht in der Zeitschrift Road & Track vom Mai 1982 nennt bereits den Hersteller Hawk Vehicles Inc. aus Dana Point.
Der Autor George Nick Georgano gibt als Entwickler Bob McKee und David Stollery an. Die Produktion soll von 1983 bis 1985 bei McKee Engineering in Dana Point und anschließend von 1985 bis etwa 1987 bei Trihawk Inc. in Milwaukee in Wisconsin stattgefunden haben. Harley-Davidson war interessiert und hat das Projekt möglicherweise übernommen, aber nicht in Serie produziert. Der Autor Chris Rees und die Internetseite Allcarindex machen die gleichen Angaben.
Die Autoren Harald Linz und Harald Schrader stellen die Sachlage noch anders dar. Demnach war Bob McKee der Entwickler. Joseph N. Spada fertigte die Fahrzeuge ab 1983 in seinem Unternehmen Trihawk Vehicles Co. in Los Angeles in Kalifornien, das 1985 in eine Aktiengesellschaft umgewandelt wurde. Erst 1991 endete die Produktion, als Harley-Davidson die Konstruktionsrechte kaufte.
1983 entstanden 50 Fahrzeuge. Die Angaben zur Gesamtstückzahl variieren zwischen 90 und 100 und etwa 250 Fahrzeugen.

## Fahrzeuge
Das einzige Modell war ein Dreirad mit hinterem Einzelrad. Ein luftgekühlter Vierzylinder-Boxermotor vom Citroën GSA mit 1299 cm³ Hubraum trieb die Vorderräder an. Ein Rohrrahmen aus Stahl bildete die Basis. Die Karosserie war auffallend flach und bestand aus Fiberglas. Sie war offen, türlos und bot Platz für zwei Personen. Als Prototyp ist auch ein Coupé mit Flügeltüren aus Aluminium überliefert.